# Верхайден, Исидор
Исидор Верхайден (нидерл. Isidore Verheyden), 24 января 1846, Антверпен, Нидерланды — 1 ноября 1905, Иксель, (Брюссель), Бельгия — бельгийский художник-модернист.

## Биография
Был сыном живописца Жана Франсуа Верхайдена. В возрасте одиннадцати лет , с 1857 по 1859 годы, начал брать уроки рисования в Академии художеств в Брюсселе. С 1862 по 1865 годы учился живописи под руководством  Джозеф Куино. По окончании Академии посещал мастерскую Жана-Франсуа Портаэлса (впоследствии директора брюссельской Академии художеств). Одинаково хорошо писал фигуры людей, портреты, пейзажи и натюрморты, состоялся также и как художник-маринист. Такая универсальность была характерна для всего течения модернизма, к которому принадлежал художник.
Мексиканский художник Анхель Саррага — ученик Верхайдена.